# Номерні знаки Оману
Код Оману для міжнародного руху ТЗ — (ОМ).

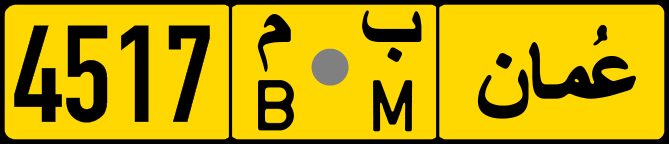
Приватний ТЗ

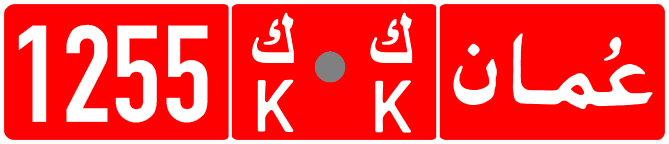
Неприватний ТЗ

Від 2001 року номерні знаки Оману не мають регіонального кодування і складаються з трьох відокремлених вертикальним смужками блоків: блок європеїзованих цифр (1-5); блок літер, що дублюються арабською та латиницею (1-2); блок з арабською назвою держави (عُمان).

## Форми, розміри, кольори
Знаки мають однорядкове розташування. Форми пластин варіюються від європейських до американських розмірів.
Номерні знаки приватних ТЗ мають чорні знаки на жовтому тлі, комерційні — білі знаки на червоному тлі.

## Дублювання літер
Використовуються 12 літер. Дублювання побудоване за фонетичним принципом.
| Лат. | Араб. |
| ---- | ----- |
| A    | ا     |
| B    | ب     |
| D    | د     |
| H    | ح     |
| K    | ك     |
| L    | ل     |
| M    | م     |
| R    | ر     |
| S    | س     |
| T    | ط     |
| W    | و     |
| Y    | ي     |

## Інші типи номерних знаків

### Дипломатичні ТЗ
Дипломатичні ТЗ мають чорні знаки на білому тлі. Формат «12/34 С.D.», де 12 — код країни, 34 — номер.

### Експортні номерні знаки
Експортні номерні знаки мають білі знаки на блакитному тлі. Кількість цифр номера не перевищує п'яти, також міститься інформація про рік дії знаку, назва держави та покажчик ЕХР (تصدير).

### Торговельні та тимчасові номерні знаки
Мають білі знаки на зеленому тлі, номер, рік експлуатації, назву країни та покажчик (فحص).